# Goh Liu Ying
Ying Goh Liu (吳柳螢T, 吴柳萤S, Wú LiǔyíngP; Malacca, 30 maggio 1989) è una giocatrice di badminton malese, vincitrice della medaglia d'argento nel doppio misto a Rio de Janeiro 2016.

## Palmarès
- Giochi olimpici

Rio de Janeiro 2016: argento nel doppio misto.
- Campionati asiatici

Nuova Delhi 2010: oro nel doppio misto.
- Giochi del Commonwealth

Nuova Delhi 2010: oro nel doppio misto.
- Giochi del Sud-est asiatico

Vientiane 2009: oro a squadre femminile e bronzo nel doppio misto.
Singapore 2015: argento a squadre femminile e nel doppio misto.